# Jericho (série télévisée)
Pour les articles homonymes, voir Jéricho (homonymie).
Jericho est une série télévisée américaine en 29 épisodes de 43 minutes, créée par Stephen Chbosky et Jon Turteltaub et diffusée entre le 20 septembre 2006 et le 25 mars 2008 sur le réseau CBS et sur Space au Canada.
Au Québec, la série a été diffusée à partir du 27 août 2007 sur Ztélé, en France à partir du 3 novembre 2007 sur M6 ; et en Belgique sur Be 1 et ensuite sur RTL-TVI.

## Synopsis
Une attaque nucléaire massive détruit 23 villes américaines et plonge les habitants de Jericho, une petite ville de 5 000 habitants du Kansas, dans le chaos. Ils sont coupés du monde extérieur à la suite d'une panne d'électricité, puis à une impulsion électromagnétique. Menés par le maire Johnston Green et ses deux fils, Eric et Jake Green (personnage central de la série), les habitants de Jericho tâcheront de survivre à l'hiver, qui sera particulièrement rude. Les doutes, les peurs et le désespoir commencent à gagner le petit groupe de survivants. Mais, face à cette épreuve, « le pire comme le meilleur peut surgir en chaque être humain ».

### Saison 1
Les États-Unis se sont divisés en plusieurs gouvernements après que le gouvernement fédéral a été réduit en cendres à la suite de l'explosion d'une bombe nucléaire à Washington et dans 22 autres villes américaines d'importance (dont Denver). 
Après avoir accueilli plusieurs réfugiés des bombardements et survécu sans trop de pertes à la période de déstabilisation initiale qui a suivi les explosions, la ville de Jericho procède au troc avec les habitants des environs. Possédant la seule mine de sel à plusieurs centaines de kilomètres à la ronde, elle utilisera celui-ci comme monnaie d'échange. Afin d'acheter des éoliennes fabriquées dans la ville voisine de New Bern (qui possède une usine), elle promet 10 % des récoltes de la prochaine année, ce qui la placerait dans une situation délicate. Des réticences apparaissent de toutes parts, ce qui établit un climat de tension entre les deux villes.

### Saison 2

Les États-Unis à l'est du Mississippi, les États alliés d'Amérique à l'ouest et le Texas indépendant.

Drapeau des États alliés d'Amérique

Quelques mois après les attentats nucléaires, les anciens États-Unis sont divisés de facto en trois États :
- les États entre le Mississippi et l'océan Atlantique conservent le nom d'États-Unis et ont pour capitale la ville de Columbus ;
- les États entre le Mississippi et l'océan Pacifique ont pris le nom d’États alliés d'Amérique (Allied States of America). Leur gouvernement, basé à Cheyenne et dirigé par le président John Tomarchio, ancien sénateur des États-Unis pour le Wyoming, a tissé des liens très forts avec la compagnie Jennings & Rall[3]. Jericho se retrouve ainsi incorporé dans les États alliés. Son emblème est le condor et son drapeau est formé de 13 bandes verticales (au lieu du drapeau américain où les bandes sont horizontales) avec 21 étoiles en cercle (au lieu de 50), chacune représentant un des États ralliés au gouvernement de Cheyenne. C'est ce pays qui a lancé des frappes nucléaires contre la Corée du Nord, accusée d'avoir fourni les bombes de l'attentat, et l'Iran, accusé de les avoir appuyées financièrement. Chacune de ces deux nations prétend contrôler le pays et la confrontation semble clairement inévitable. Alors que les États-Unis s'affaiblissent face à des États alliés qui se renforcent, tous deux cherchent à obtenir l'appui du dernier État :
- la république indépendante du Texas, lequel dispose de réserves considérables de troupes et de pétrole et qui est le joker capable de faire pencher la balance en faveur de l'une ou l'autre nation.

Pendant ce temps, Robert Hawkins, agent du gouvernement qui a tenté d'empêcher les attaques nucléaires et qui s'est réfugié à Jericho, est en possession d’une preuve contredisant la version des États alliés (lesquels cherchent à l'éliminer) et tente de la révéler. La ville de Jericho, qui subit de plus en plus de pression de la part de Jennings & Rall et de Ravenwood, sa branche militaire, finit par se soulever...

## Comics
Après l'annulation de la série, une suite s'est poursuivie sous forme de comics.

### Saison 3
La troisième saison n'est pas une série télé comme les deux premières saisons. Des rumeurs ont d'abord circulé sur une éventuelle suite prenant le format d'un long métrage et commençant là où la deuxième saison s'est arrêtée. Finalement, la troisième saison de Jericho a fait son apparition en 2009 sous la forme d'une série de bande dessinée en six volets, intitulée Jericho Season 3 - Civil War.

### Saison 4
La saison 4 est une suite de la série de comics réalisée par IDW Publishing en 2012. Composée de cinq chapitres, elle se déroule donc après la troisième saison et a été écrite par Kalinda Vasquez avec la supervision des auteurs de la série. Elle a été publiée le 13 mai 2014 (uniquement en version originale).

## Distribution

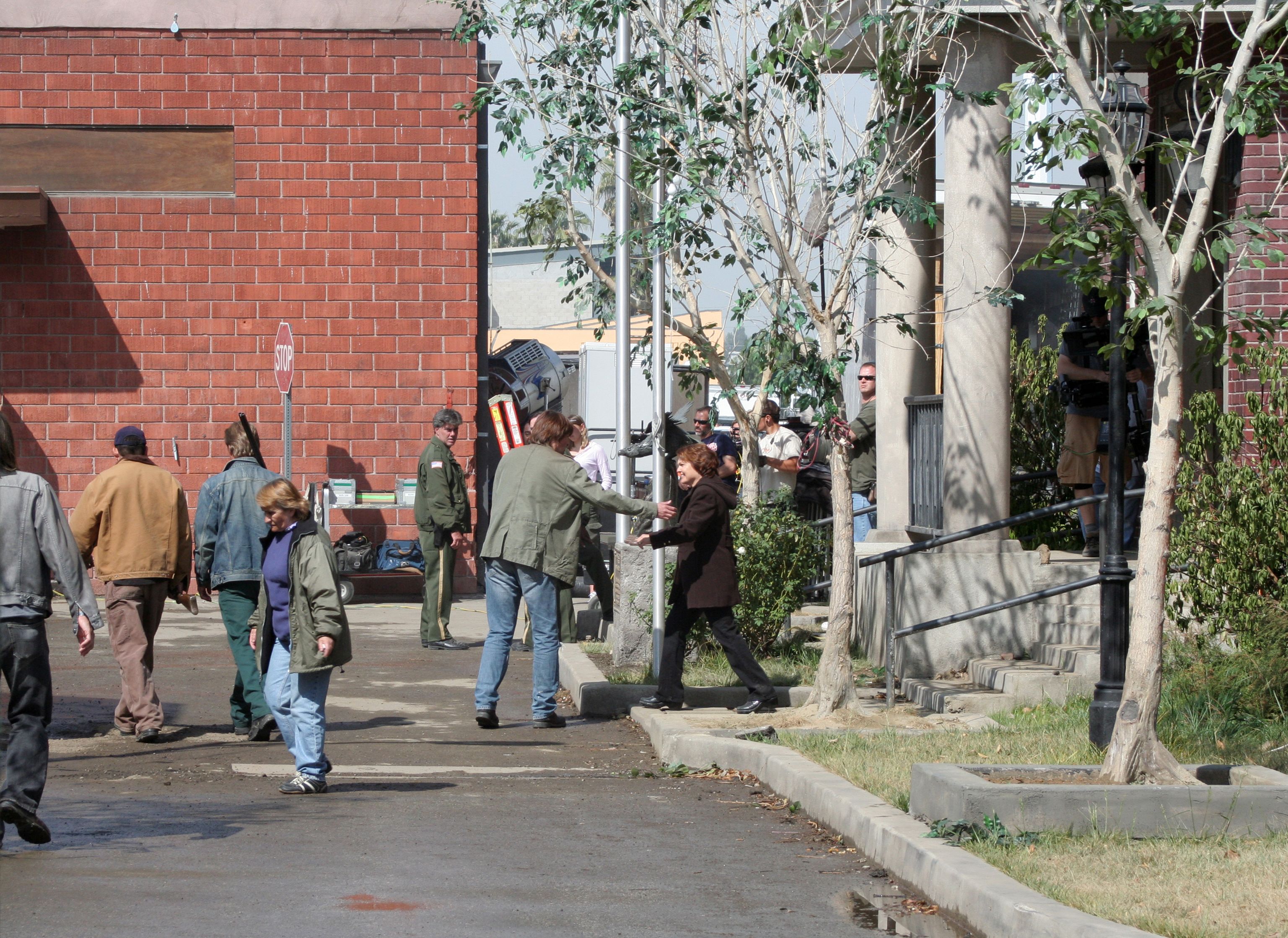
Tournage de la série.

### Acteurs principaux
- Skeet Ulrich (VF : Franck Monsigny) : Jake Green
- Gerald McRaney (VF : Philippe Catoire) : Johnston Green (saison 1)
- Pamela Reed (VF : Marie-Martine) : Gail Green (saison 1, récurrente saison 2)
- Kenneth Mitchell (VF : Alexis Victor) : Eric Green
- Ashley Scott (VF : Laura Blanc) : Emily Sullivan
- Lennie James (VF : Jean-Paul Pitolin) : Robert Hawkins
- Michael Gaston (VF : Patrick Borg) : Gray Anderson
- Sprague Grayden (VF : Véronique Alycia) : Heather Lisinski
- Erik Knudsen (VF : Thierry d'Armor) : Dale Turner
- Brad Beyer (VF : Thierry Kazazian) : Stanley Richmond
- Shoshannah Stern (VF : Katy Varda) : Bonnie Richmond
- Alicia Coppola (VF : Dominique Westberg) : Mimi Clark (saison 2, récurrente saison 1)
- Esai Morales (VF : Éric Etcheverry) : Major Edward Beck (saison 2)
- Emily Rose (VF : Adeline Moreau) : Trish Merrick (saison 2)

### Acteurs secondaires
- April Parker Jones (en) (VF : Annie Milon) : Darcy Hawkins (26 épisodes)
- Bob Stephenson (VF : Yann Pichon) : Jimmy Taylor (24 épisodes)
- Clare Carey (VF : Juliette Degenne) : Mary Bailey (22 épisodes)
- Richard Speight Jr. (VF : Constantin Pappas) : Bill Kohler (21 épisodes)
- Darby Stanchfield (VF : Véronique Borgias) : April Green (16 épisodes)
- Candace Bailey (en) (VF : Kelly Marot) : Skylar Stevens (16 épisodes)
- Sterling Ardrey (VF : Valentin Maupin) : Samuel Hawkins (16 épisodes)
- Jazz Raycole (VF : Manon Azem) : Allison Hawkins (14 épisodes)
- Beth Grant (VF : Jocelyne Darche) : Gracie Leigh (10 épisodes)
- David Meunier (VF : Patrick Béthune) : Russell (10 épisodes)
- Christopher Wiehl : Roger Hammond (8 épisodes)
- Aasif Mandvi (VF : Marc Saez) : Kenchy Dhuwalia (8 épisodes)
- Timothy Omundson (VF : Gabriel Le Doze) : Phil Constantino (7 épisodes)
- James Remar (VF : Patrice Baudrier) : Jonah Prowse (6 épisodes)
- Daniel Benzali : Thomas Valente (6 épisodes)
- Clayne Crawford (VF : Fabien Jacquelin) : Mitchell Cafferty (5 épisodes)
- D. B. Sweeney (VF : Pascal Germain) : John Goetz (5 épisodes)
- Vic Polizos (en) : Shep Cale (4 épisodes)
- Mackenzie Hannigan : Lucas (4 épisodes)
- Adam Donshik : Victor Miller (4 épisodes)
- Shiloh Fernandez : Sean Henthorn (saison 1, 7 épisodes)
- Kristen Rodriguez (VF : Ariane Aggiage) : Lisa Whalley (saison 1, 5 épisodes)
- Siena Goines (en) : Sarah Mason (saison 1, 5 épisodes)
- Dan Sachoff : Harry Carmichael (saison 1, 4 épisodes)
- Chris Kramer : Chavez (saison 2, 4 épisodes)
- Titus Welliver : Colonel Robert Hoffman (saison 1, épisode 22)
- Xander Berkeley: John Smith (saison 2, épisode 7)

 Source et légende : version française (VF) sur RS Doublage

## Production
Le projet de Stephen Chbosky a reçu une commande de pilote en janvier 2006.
Le casting principal a débuté le mois suivant, avec entre autres Lennie James, Skeet Ulrich et Erik Knudsen, Michael Gaston, Sprague Grayden et Kenneth Mitchell, Gerald McRaney, Ashley Scott, Pamela Reed et Alicia Coppola.
Satisfaite du pilote, CBS commande la série le 15 mai 2006 et annonce deux jours plus tard lors des Upfronts qu'elle sera diffusée les mercredis à l'automne.
Le 12 octobre, après quatre épisodes, CBS commande neuf épisodes supplémentaires, soit une saison complète de 22 épisodes.
Le 15 mai 2007, CBS annule la série. Les admirateurs se sont mobilisés à la suite de la suppression de la série. Ils ont envoyé 25 tonnes de cacahuètes (clin d'œil au dernier épisode de la saison 1) au siège de CBS. Le 6 juin, une deuxième saison de sept épisodes est commandée pour la mi-saison, et des rediffusions sont programmées les vendredis de l'été 2007. De plus, la chaîne Sci-Fi Channel rediffuse la première saison à partir de février 2008.
En juillet 2007, Esai Morales rejoint la série, suivi le mois suivant par Emily Rose,
Quelques jours avant la diffusion du dernier épisode de la saison 2 le 25 mars 2008, on apprend l'annulation définitive de la série après 29 épisodes et des audiences moyennes et certainement insuffisantes pour un prolongement et une 3e saison. C'est Nina Tassler, directrice des programmes de CBS qui fait cette annonce. Tout cela intervient alors que la production avait tourné deux fins différentes à la saison 2. Une des fins laissait un suspense pour une troisième saison alors que l'autre résolvait partiellement l'histoire.

## Épisodes

### Première saison (2006-2007)
1. Le Chaos (Pilot)
2. Sous Terre (Fallout)
3. Les Cavaliers de l'Apocalypse (Four Horsemen)
4. L'Inconnu (Walls of Jericho)
5. Alerte (Federal Response)
6. Vivre ensemble (9:02)
7. Les Démons du passé (Long Live the Mayor)
8. Question de vie ou de mort (Rogue River)
9. Le Jour de notre mariage (Crossroads)
10. Et la lumière fut (Red Flag)
11. Vox Populi (Vox Populi)
12. Le Monde d'avant (The Day Before)
13. Amie ou Ennemie (Black Jack)
14. Le Cœur de l'hiver (Heart of Winter)
15. Semper Fidelis (Semper Fidelis)
16. Le Chantage (Winter's End)
17. Adieu (One Man's Terrorist)
18. Les Confessions (A.K.A.)
19. Casus Belli (Casus Belli)
20. La Loi du plus fort (One If by Land)
21. Pacte avec le diable (Coalition of the Willing)
22. Le Dernier Combat (Why We Fight)

### Deuxième saison (2008)

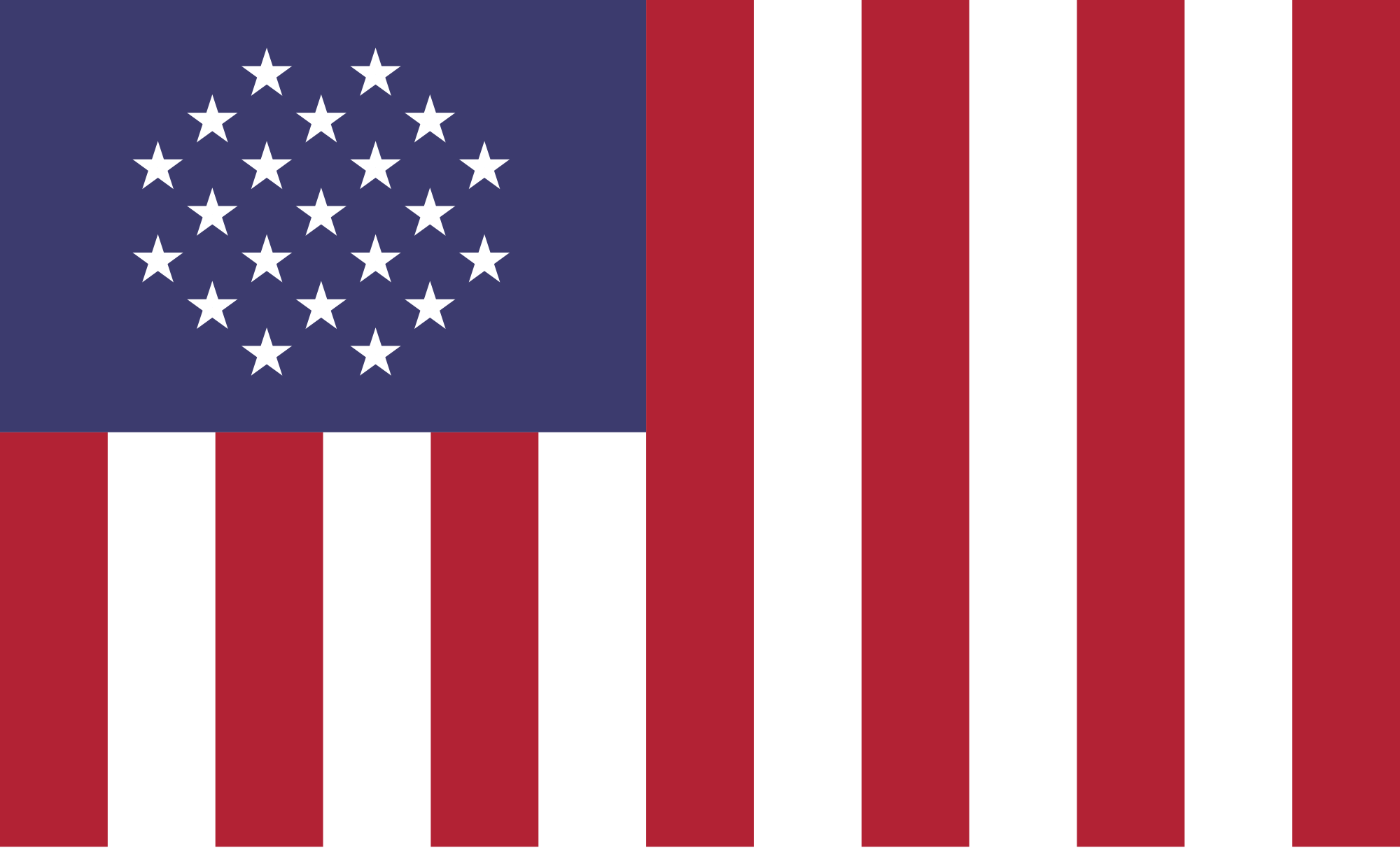
Drapeau du nouveau gouvernement de Cheyenne des États alliés d'Amérique.

Composée de sept épisodes, elle a été diffusée à partir du 12 février 2008.
1. Vengeance (Reconstruction)
2. Le Condor (Condor)
3. À découvert (Jennings & Rall)
4. Sans Pitié (Oversight)
5. Infiltré (Termination for Cause)
6. Insurrection (Sedition)
7. Le Prix de la liberté (Patriots and Tyrants)

## Univers de la série

### Les entreprises

#### Jennings & Rall
Dans la série, Jennings & Rall est représenté comme le principal entrepreneur du gouvernement fédéral des États-Unis, avant les attaques terroristes. Dans la saison 2, l’entreprise a été embauchée par le nouveau gouvernement, sous le nom des États alliés d’Amérique pour prendre soin de l’administration. Les anciens et actuels employés de Jennings & Rall inclus, le président des États alliés, John Tomarchio, Trish Merrick, John Smith et temporairement Mimi Clark. 
Selon « John Smith », la compagnie était l’un des donateurs de la campagne électorale de Tomarchio dans sa course au Sénat et avait participé à la rédaction d’un rapport sur la continuité du gouvernement pour le Pentagone. Smith croyait ainsi que l'entreprise tentait de prendre le contrôle du gouvernement fédéral bien avant les attentats et a décidé de mettre en œuvre l’attaque supposée en détruisant 23 des 25 villes, celui de New York ayant été stoppé par les forces de sécurités et celui de Columbus n’a pas été bombardé, puisque Hawkins n’avait pas « livré le paquet ». Smith avait l’intention de faire tomber Jennings & Rall, en volant la bombe que l’armée des États-Alliées avait confisquée à Hawkins et en la faisant sauter à Cheyenne, où se trouve le siège social de l’entreprise.

#### Ravenwood
Ravenwood est une filiale de la compagnie Jennings & Rall, qui se trouve être une société militaire privée. Dans la saison 1, l'organisation a été engagée par la FEMA pour assister dans les procédures d'évacuation des villes, à la suite des attaques nucléaires, une décision qui a été ordonnée en raison du nombre insuffisant de troupes de la Garde nationale. Cependant, les mercenaires de Ravenwood envoyés pour aider la ville de Rogue River ont pillé les fournitures médicales de la ville et ont assassiné les patients inamovibles ainsi que la police locale. Ils ont ensuite tenté d’entrer de force à Jericho, mais lorsque cela a échoué, ils ont attaqué New Bern en retour, ce qui a finalement déclenché une guerre entre les deux villes voisines.
Dans la saison 2, sous l’occupation de l’armée des États alliés d’Amérique, la ville de Jericho se voit confrontée de nouveau à Ravenwood, en particulier par les mêmes mercenaires de Rogue River. Ces derniers ont été envoyés pour prendre en charge l’administration de la ville.
Pendant leurs contrôles, ses mercenaires ont détourné des fonds de Jennings & Rall et ont confisqué les marchandises de contrebande introduites clandestinement par Dale Turner, y compris les milliers de vaccins contre le virus « Hudson River ». Le détournement de fonds a conduit l’équipe des mercenaires à être licenciée par la compagnie, après que les preuves de leur fraude aient été envoyées au chef des opérations de la société, malgré leur tentative d’assassinat sur Mimi Clark et du meurtre de Bonnie Richmond pour dissimuler leur vol. Cette unité de mercenaires dangereux et rebelle de Ravenwood est menée par John Goetz, leur chef d’opération tactique, devenu par la suite administrateur en chef de Jericho avant sa mort.

### Chronologie des attentats nucléaires de septembre 2006

#### Le projet Red Bell
Thomas Valente, chef du Bureau National de détection nucléaire (DNDO (en)) du département de la Sécurité intérieure, chargé de détecter et protéger le gouvernement contre le terrorisme nucléaire aux États-Unis, a supervisé une opération spéciale de la CIA, sous le nom de code « Projet Red Bell ».
L’objectif du projet était de récupérer les ogives nucléaires des États de l’ex-Union Soviétique vendues au marché noir. Cependant, quelques années avant les événements de la série, une cargaison a été volée. Les ogives ont été converties en 25 dispositifs nucléaires disséminés dans des cellules terroristes à l’intérieur des États-Unis, dans le cadre d’un attentat visant à renverser le gouvernement.
À la suite du vol des ogives, Thomas Valente a fait appel à la CIA afin de les récupérer. Le directeur a alors recruté Victor Miller, Robert Hawkins, Sarah Mason, Cheung et Chavez qui ont eu pour mission d’infiltrer les cellules et récupérer les ogives. 
Selon son histoire auprès de Jake Green, Robert Hawkins avait réussi à s’infiltrer dans l’une de ces cellules au bout de 2 ans, dont 8 mois en prison, transmettant ces informations à son agent de liaison, Sarah Mason. Selon lui, durant son infiltration, il avait réussi à gagner la confiance de la cellule et avait même été obligé de révéler l'identité d'un indic du FBI — puis de le tuer pour protéger sa couverture — afin monter plus haut dans le réseau et ainsi pouvoir accéder aux bombes. 
Une fois, la mission réussie, les agents sous couverture étaient prêts à intervenir pour récupérer les ogives avant l’attaque prévue. Cependant, la veille des attentats, les terroristes ont été prévenus de l’infiltration et bien que Hawkins ait pu intercepter la bombe à destination de Columbus, et que le FBI et le NYPD aient arrêté la bombe de New-York, les tentatives de stopper les autres bombes ont échoué et les ogives ont explosé, détruisant chacune leur cible et jetant le pays dans le chaos

#### Les factions-post-attentats
Après les attentats nucléaires des 23 villes américaines, tout le pays a sombré dans le chaos et le gouvernement renversé a été divisé en de multiples prétendants à la présidence au gouvernement fédéral. Parmi ses prétendants, trois factions importantes se sont imposées.

##### Le gouvernement deColumbus
Le gouvernement de Columbus se considère comme le gouvernement légitime des États-Unis et contrôle les États à l'est du Mississippi, il est dirigé par l’ancien secrétaire à la santé et aux services sociaux des États-Unis, le seul membre du cabinet et donc le successeur légitime à la présidence. La plupart des informations disponibles sur les conditions dans l’est du pays, passent par le gouvernement de Cheyenne et peuvent ne pas être fiables. En raison de la mission d’Hawkins qui l’a mené à récupérer la bombe destinée à détruire Columbus, et à l'apporter secrètement à Jericho, les États situés à l’est du Mississippi sont dans une position nettement plus forte que supposée par les auteurs des attaques nucléaires, un revers majeur pour les États alliés dans la lutte pour le pouvoir.

##### Le gouvernement deCheyenne
Le gouvernement de Cheyenne, basé à Cheyenne, est la faction occidentale du pays et se considère également comme le gouvernement légitime des États-Unis, il contrôle les États situés à l'ouest du Mississippi — comprenant le Kansas, État où se trouve Jéricho — sauf le Texas. Le gouvernement est dirigé par l’ancien sénateur du Wyoming, John Tomarchio, dont le nom de code est « Condor », le plus grand oiseau de l’Ouest. C'est ce gouvernement qui a lancé les frappes nucléaires de représailles contre l'Iran et la Corée du Nord.
Au cours de la saison 2, le gouvernement de Cheyenne s’est déclaré « États alliés d’Amérique ». Le drapeau utilisé par Cheyenne est une version modifiée du drapeau des États-Unis, ses bandes sont alignées verticalement et seulement 21 étoiles sont représentées. Selon le président Tomarchio, le changement d’orientation des bandes représente « l’image du pays qui doit trouver dans quelle direction aller » pour les Américains.
L’administration du gouvernement de Cheyenne semble être principalement composée d’anciens employés de Jennings & Rall. Ainsi, la société et sa filiale paramilitaire Ravenwood bénéficient d’un traitement préférentiel et de pouvoirs monopolistiques radicaux. Les États alliés d’Amérique se présentent comme étant nés d’un désir de créer un gouvernement beaucoup plus fort, mais en réalité elle n’est qu’une corporatocratie (à l’exemple de la Compagnie des Indes Orientales) sous l’emprise de Jennings & Rall. Les citoyens des États alliés sont si terrifiés et traumatisés par ce qu’ils ont vécu dans le chaos créé par les attentats qu’ils sont craintivement prêts à accepter que le nouveau gouvernement se donne librement des pouvoirs fascistes afin de « garder l’Amérique en sécurité ».
Les États alliés ont formé une nouvelle convention constitutionnelle pour réécrire totalement la Constitution des États-Unis, même si elle ne contrôle pas le pays tout entier. Cette convention élimine ainsi le droit de porter des armes. Avant cela, le président Tomarchio a suspendu le Posse Comitatus Act.
Durant la saison 2, l’armée des États alliés est considérée comme occupant et administrant des zones civiles et passant outre l’administration de l’état-civil, procédant à des perquisitions et à des saisies sans mandat, effectuant des détentions arbitraires avec la collaboration de Jennings & Rall, commettant des actes de torture et de punition collective, réprimant la liberté d’expression et la liberté de réunion et effectuant des exécutions sommaires. Cela suggère que le système juridique des États alliés manque d’analogie au premier, quatrième, cinquième, sixième, dixième et quatorzième amendement à la Constitution des États-Unis, du mandat d'Habeas corpus et de la Déclaration universelle des droits de l'homme ou de la Convention de Genève.
Emily Sullivan avait reçu les livres d’Histoire de la part de Jennings & Rall, pour le compte du nouveau gouvernement, elle montre en compagnie d’Eric Green le contenu des manuels au maire Gray Anderson. Eric explique alors à Anderson que le gouvernement tente vraisemblablement de réécrire l’Histoire de leur pays, expliquant que dans le contenu des livres, l’Iran et la Corée du Nord étaient à l’origine responsables des attaques nucléaires, le premier étant supposé avoir financé les attaques et le second avoir fourni les bombes. Eric continue de raconter les faits modifiés dans les livres : ainsi, d'après ces manuels, les États-Unis auraient périclité par faiblesse au cours de la Seconde Guerre mondiale, la crise des missiles de Cuba aurait été un échec car les États-Unis n’ont pas attaqué les Russes ou encore l’armée américaine n'aurait jamais dû se retirer du Vietnam.
Finalement, les livres sont immédiatement reconnus par les citoyens de Jéricho comme une propagande à peine voilée, destinée à persuader le peuple américain, qu’il sera beaucoup plus sûr à l’avenir de prêter allégeance à la « Nouvelle Amérique » des États alliés.

##### La république indépendante duTexas
L'État du Texas riche en pétrole et possédant une forte puissance militaire, n’a rejoint ni les États-Unis, ni les États alliés, et est devenue la république Indépendante du Texas, dirigée par son gouverneur. Le Texas, est donc représenté comme le joker dans la lutte pour la suprématie de l’Amérique du Nord centrale après les attaques nucléaires.
Si le Texas devait s’allier avec les États alliés ou les États-Unis, cela ferait basculer radicalement les chances dans l’inévitable guerre civile qui viendrait en leur faveur. Cependant, il semblerait que l’État fût prêt à rejoindre les États alliés, avant que Robert Hawkins et Jake Green ne leur apporte la dernière bombe manquante des attentats, contredisant le gouvernement de Cheyenne et révélant son implication sur l’origine des attaques nucléaires, en plus d’avoir rayé l’Iran et la Corée du Nord de la carte. Ces preuves convainquirent la république du Texas de s’allier avec le gouvernement des États-Unis de Columbus contre celui de Cheyenne.

### L'homme derrière les bombes
Dans la saison 2, un mystérieux personnage portant le pseudonyme de « John Smith » fait appel à Robert Hawkins pour l’aider à faire éclater la vérité au grand jour sur les secrets du gouvernement de Cheyenne qui se trouve être Jennings & Rall.
En effet, dans un premier temps, Hawkins apprend par Smith qu’un projet sous le nom de code « Projet Boxcar » est en fait une opération secrète dirigée par le gouvernement de Cheyenne, visant à faire disparaître toutes les preuves qui permettraient de remonter aux véritables origines des attaques de septembre. À savoir, les membres des agents du Projet Red Bell, la bombe restante de Hawkins et un rapport secret.
Car Smith montre à Hawkins le rapport de continuité du gouvernement de la défense, datant de 1993, qui a été commandé par le gouvernement et rédigé par Jennings & Rall, détaillant un scénario top secret d'une attaque nucléaire terroriste sur 25 villes américaines. Il révèle à Hawkins qu’il a participé à la rédaction du rapport, et que quelqu’un a mis la main dessus, faisant selon lui « du pire cauchemar, une réalité ».
Hawkins comprend alors que Valente représente le lien entre le gouvernement de Cheyenne et Jennings & Rall. Smith lui révèle que l’entreprise a en effet mis ses hommes au plus haut sommet de l’État, dont John Tomarchio. Ce dernier a été, selon Smith « le poulain » de Jennings & Rall, qui a été l’un des principaux donateurs de sa première campagne électorale dans sa course au Sénat.
Smith avoue à Hawkins que certains membres du gouvernement de Tomarchio et ses conseillers ont travaillé pour Jennings & Rall et lui fait comprendre que l’entreprise et le gouvernement ne sont « qu’une seule et même entité ».
Hawkins comprend alors la position de Thomas Valente pour Jennings & Rall au sein du gouvernement et des raisons pour lesquelles il a fourni les informations du projet au terroriste, après l’infiltration des agents dans le cadre du Projet Red Bell. Une possible manœuvre de l’entreprise, dans le but de laisser les attentats se réaliser pour mettre en place leur projet du contrôle du pays, à travers la création du gouvernement des États alliés d’Amérique, faisant finalement de ce nouveau pays, une nation totalement contrôlée par Jennings & Rall.
De plus, en retrouvant son collègue de la CIA, Chavez, Hawkins lui a révélé que « Valente tenait Sarah en laisse et lui donnait ses ordres ». Ce dernier s’était, en effet, servi de Sarah et l’a manipulée pour exécuter les agents et leurs familles et récupérer la bombe dans le cadre du Projet Boxcar, qu’il devait exécuter.
Durant la conversation téléphonique qui a permis à Smith de révéler la vérité à Hawkins sur Jennings & Rall et le nouveau gouvernement, Smith lui révèle qu’il a besoin de sa bombe pour discréditer à la fois l'entreprise et le gouvernement de Cheyenne.
Cependant, malgré les appels de Smith pour avoir la bombe, Hawkins reçoit l’appel de Chavez, qui l'informe qu’il se trouve au Texas et que ses contacts au sein de l’État sont prêts à l’entendre. Ainsi, afin de ne pas être arrêté au Checkpoint de Jennings & Rall, Hawkins a volé une de leurs voitures de service pour transporter la bombe jusqu’au Texas. 
Plus tard, Smith l’appelle pour lui faire comprendre qu’il est au courant pour la bombe et le Texas et afin qu’Hawkins ne puisse pas arriver à destination, il envoie au Major Beck l’identité de Hawkins en l’accusant d’être le terroriste recherché, cela dans le but que l’armée intervienne afin de récupérer la bombe et la ramener à Cheyenne.
L’ex-agent secret réussit néanmoins à s’échapper et reçoit l’appel de Smith qui lui fait comprendre qu’il ne lui pas donné le choix, mais Hawkins n’est pas dupe et comprend que son interlocuteur a les moyens de le localiser, puisqu’il conduisait une voiture volée et que son téléphone est sécurisé, concluant que la bombe possède un mouchard, permettant à Smith de savoir qu’il était sur la route. 
Hawkins s’énerve contre Smith, en lui rappelant son implication dans les attentats et qu’il a fini par comprendre qu’il est la personne responsable des attaques nucléaires et qu’il a des comptes à régler avec Jennings & Rall, ce dernier lui avoue bien qu’il a effectivement détruit 23 villes américaines
Cependant, Smith explique à Hawkins que s’il en est arrivé à cette extrémité, c’était pour libérer le pays de l’emprise de Jennings & Rall sur le gouvernement fédéral. Il raconte à Hawkins que lorsqu’il a travaillé pour la compagnie, il a vu à quel point la relation entre l’entreprise et le gouvernement était devenue malsaine, détaillant les pouvoirs de l’entreprise sur le gouvernement « des contrats sans appel d’offres, une armée privée, une entreprise qui légifère ». Smith finit par présenter Jennings & Rall comme le cancer qui rongeait le cœur du gouvernement, et a décidé de prendre les mesures nécessaires selon lui, pour l’extirper une bonne fois pour toutes.
Lorsque Hawkins lui fait comprendre qu’à cause de ses actions, Jennings & Rall est finalement devenue bien plus puissante qu’avant, Smith lui explique qu’elle est également devenue plus vulnérable, en lui avouant que le gouvernement de Cheyenne et l’entreprise sont centralisés dans la ville de Cheyenne. Smith explique à Hawkins qu’il va utiliser la bombe envoyée à Cheyenne pour détruire la ville, détruisant dans le processus l’entreprise afin d’éradiquer selon lui la maladie. Mais Hawkins est persuadé que Thomas Valente et toute son équipe ne périront pas sous les décombres et que l’attentat de Smith, pourrait être leur parfait motif pour mettre tout leur projet à exécution.

### Le début de la seconde guerre civile
Arrivé à Cheyenne avec Jake, Hawkins reprend contact avec son ancien collègue de la CIA, Cheung, qui se trouve infiltré au siège de Jennings & Rall. Après quelques recherches, les trois hommes découvrent que la bombe se trouve dans un hôpital fermé, avant qu’elle soit emmenée pour être détruite. Pendant que Hawkins et Cheung tuent les gardes pour récupérer la bombe, Smith se dévoile parmi les gardes en tuant un agent, Cheung et en blessant Hawkins, révélant à ce dernier qu’il comptait justement sur leur intervention pour récupérer le « paquet ». Néanmoins, Jake, qui devait rester dans la voiture, apparaît et blesse Smith et le force à s'enfuir avant qu'il ne puisse tuer Hawkins.
Jake conduit l’ambulance où se trouve la bombe pendant que Hawkins se soigne. Durant leur poursuite avec l’armée de Cheyenne, Hawkins guide Jake jusqu’au Texas, ce dernier ne comprend pas l’itinéraire à prendre et continue sa route dans Cheyenne, mais une fois rentré de force dans un domaine privé, il découvre qu’ils se trouvent dans l’ambassade de la république indépendante du Texas.
Demandant provisoirement l’asile politique, Hawkins se trouve à la merci des militaires texans, alors que les militaires de Cheyenne se trouvant à l’entrée demandent qu’on leur livre les terroristes. Cependant, l’ambassadeur apparaît et déclare que toute tentative d’intrusion sera considérée comme un acte de guerre. Il se présente à Jake, lui explique qu’il accepte de leur donner asile à la demande du gouverneur, et fait comprendre à ses soldats qu’il est au courant pour la bombe. L’ambassadeur aide Jake et Hawkins à gagner du temps pour les faire sortir, récupérer une voiture diplomatique où se trouve la bombe jusqu’à l’aéroport où un jet les attend.
Arrivé à l’aéroport, Jake arrime la bombe dans le jet et force Hawkins à venir avec lui avant que l’armée de Cheyenne ne les arrête. Pendant le vol en destination de San-Antonio au Texas, Jake se trouve confronté à deux avions de chasse de l’armée de l’air des États alliés. Refusant d’obtempérer, ces derniers sont sur le point d’ouvrir le feu, lorsque deux jets de la garde nationale aérienne du Texas apparaissent soudainement et détruisent ceux de Cheyenne, l’un des pilotes expliquant à Jake qu’ils ont reçu l’ordre du gouverneur d’assurer sa sécurité jusqu’à son atterrissage.
Une fois arrivé à la base aérienne de San-Antonio, Hawkins est emmené à l’hôpital pour être soigné et Chavez explique à Jake, qu’avec la bombe en leur possession, le Texas se ralliera à Columbus et Jake comprend que cela déclenchera inévitablement une nouvelle guerre civile.

## Commentaires
À ses débuts, la série attirait en moyenne 10 millions de téléspectateurs chaque mercredi aux États-Unis.
Le générique de la série, à l'instar de Lost : Les Disparus, est très court. Il s'agit du nom Jericho écrit en couleurs de parasites télévisés. En arrière-plan, on entend un code en morse qui est propre à chaque épisode, et qui dévoile un indice sur le contenu de chaque intrigue à venir. Le générique se termine par le flash d'une explosion atomique.
La série prend en revanche du recul par rapport aux autres œuvres du même type car, dans l'ensemble, Jericho privilégie le « réellement possible » (malgré quelques incohérences) par rapport au spectaculaire. La série devrait plutôt être classée parmi le genre politique-fiction que science-fiction proprement dit, bien qu'il soit parfois difficile de faire la distinction entre les deux[réf. nécessaire].
Jericho est une ville fictive, créée par la chaîne pour les besoins de la série. Elle est décrite comme située dans le comté fictif de Fillmore, à l'est de Denver, tout proche de la frontière avec le Colorado. Certaines parties ont été tournées dans la vraie ville de North Lawrence, dans le Kansas, temporairement renommée Jericho. L'épisode pilote a lui été filmé à Fillmore en Californie.
En 2009, l'éditeur de comics Devil's Due Publishing annonce la reprise de la série sous forme de bande-dessinée, Jericho Season 3 Civil War.
En 2012, la société de streaming Netflix voulait racheter les droits à CBS pour produire une 3e saison à la série.